# Melissa Satta
Melissa Satta (Boston, 7 febbraio 1986) è una showgirl, modella e conduttrice televisiva italiana.

## Biografia
Nata a Boston da genitori italiani (padre di Buddusò, madre "di frati Muzzi") del Sassarese emigrati in Nordamerica per lavoro, è per ius soli anche cittadina degli Stati Uniti. Durante il liceo ha praticato il karate, a livello agonistico, conseguendo la cintura marrone. Ha giocato a calcio con la squadra femminile del Quartu Sant'Elena.
Nel 2002 ha iniziato a fare la modella per la Venus Dea Agency di Cagliari. Nel 2004, dopo aver conseguito il diploma al liceo classico Siotto Pintor di Cagliari, si trasferisce a Milano per iscriversi alla IULM. Non prenderà il titolo di laurea per iniziare la carriera nel mondo dello spettacolo. Nel 2022 ha ricevuto alla Camera dei Deputati il Premio America della Fondazione Italia USA.

### Modella
Inizia a lavorare nella moda a 16 anni per l'agenzia Venus Dea di Cagliari e l'anno successivo (2003), partecipa al concorso di bellezza Miss Muretto classificandosi seconda e ottenendo la fascia di Miss Extrema. Nel 2004 partecipa a diverse sfilate nel corso del Milano Fashion Week e viene scelta come protagonista della campagna stampa di Cotonella. Nel 2005 viene scelta come testimonial per il brand italiano Sweet Years (con il quale collabora fino ad inizio 2011) e per sostituire Adriana Lima nello spot della TIM. Nell'autunno del 2006 sfila durante la Milano Fashion Week per la collezione primavera/estate 2007 della Pin Up Stars Collection. All'inizio del 2009 è la protagonista dello spot pubblicitario di Peugeot 107 Sweet Years, e appare sulla copertina di Panorama.
Nel febbraio 2010 viene scelta a rappresentare la nazionale italiana di calcio dalla rivista internazionale Sports Illustrated Swimsuit Issue per lo speciale annuale dedicato ai costumi da bagno, per il quale posa in bodypainting. Sempre nello stesso anno appare sulla copertina del numero di giugno del mensile Maxim. Nel corso di tutto il 2011 viene scelta come testimonial di diverse marche quali Nike, Dondup e Nicole Spose. Nel 2013, 2015 e 2016 partecipa al Calzedonia Summer Show, oltre ad essere testimonial dei marchi Nicole Spose e Buccia di Mela e partecipa alla settimana della moda di Milano sfilando per Emamò. Nell'aprile 2015 sfila per Calzedonia mare, per la prima volta dalla nascita del figlio. Nel 2017 viene scelta come testimonial per il nuovo spot di Stroili.

### Showgirl e conduttrice

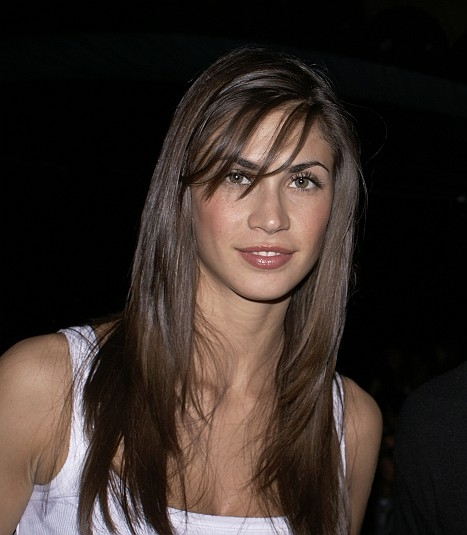
Melissa Satta nel 2007

Nel 2005 inizia a lavorare come valletta in televisione, nel programma di Canale 5 Mio fratello è pakistano condotto da Teo Mammucari. Dal 26 settembre 2005 acquista notorietà vestendo i panni di velina a Striscia la notizia, insieme a Thais Souza Wiggers (in seguito sostituita da Veridiana Mallmann), ruolo che verrà poi confermato anche per le stagioni 2006-2007 e 2007-2008. Nell'estate del 2006 si affaccia alla recitazione ottenendo un ruolo nella fiction Mediaset Il giudice Mastrangelo 2 (insieme a Diego Abatantuono, regia di Enrico Oldoini) ed una parte minore nel film Bastardi (con Barbara Bouchet, Giancarlo Giannini e Gérard Depardieu, regia di Andrès Arce Maldonado). Nell'estate del 2007, dal 18 al 28 luglio, veste i panni di conduttrice presentando insieme ad Alessandro Cattelan la tappa palermitana del TRL On Tour (in onda su MTV), il White Party Fashion Tv (sul canale satellitare Fashion TV) ed alcune tappe del Veline in tour.
Finita l'avventura come velina viene chiamata ad affiancare Teo Mammucari nella conduzione del game show di Italia 1 Primo e ultimo (ispirato ad un format inglese della Endemol), al termine del quale parte per gli Stati Uniti d'America dove viene scelta per la campagna stampa americana del marchio Wella. In quel periodo partecipa anche ad una puntata di Saturday Night Live in onda sulla NBC. A luglio 2009 presenta, insieme a Platinette, la puntata pilota dello show Scandalo al sole, in onda sulla piattaforma Sky Italia. Nel settembre del 2009 sostituisce la modella cilena Maria Josè Lopez come volto femminile della stagione 2009-2010 di Controcampo, condotto da Alberto Brandi in onda su rete 4.
Nel maggio del 2011 torna in televisione come concorrente del nuovo talent-vip di Rai 1 Lasciami cantare!, condotto da Carlo Conti. Nel giugno dello stesso anno conduce il programma scientifico Insideout - Pazzi per la scienza, in onda su Rai 2. A dicembre del 2011 viene scelta da Alfonso Signorini per far parte del cast fisso (insieme ad Elena Santarelli e Pamela Prati) del suo talk show Kalispéra! come valletta dello show di Signorini, in onda in prima serata su Canale 5. Dal 23 gennaio 2012 Melissa è impegnata, insieme a Omar Fantini, in una sit com firmata Comedy Central intitolata Amici a letto. Nel maggio del 2012 torna in televisione come concorrente del nuovo talent-vip di Rai 1 Punto su di te! condotto da Elisa Isoardi e Claudio Lippi.
Dal 2013 al 2018, per cinque stagioni consecutive, è il volto femminile del talk calcistico di Italia 1 Tiki Taka - Il calcio è il nostro gioco, al fianco di Pierluigi Pardo. Nel 2017 è comparsa nel videoclip di In The Town, singolo di Sergio Sylvestre e Gabry Ponte. Dall'ottobre al novembre 2017 ha condotto il programma in 6 puntate Il padre della sposa, nella seconda serata di La5. 
Dal 23 settembre 2018 torna su La5, perché conduce la seconda edizione de Il padre della sposa. Alla fine del mese di agosto 2021 viene annunciata come nuovo volto di Sky Sport in qualità di ospite di Sky Calcio Club (verrà sostituita l’anno seguente da Federica Frola) e conduttrice di Goal Deejay, il programma che chiude la tre giorni di coppe europee. Da settembre a dicembre su Rai 2 conduce anche il talent show Missione beauty. Il 28 maggio 2023 è stata co-conduttrice della seconda puntata di GialappaShow su TV8.

## Vita privata
Ha avuto una relazione con Daniele Interrante tra il 2003 e il 2006, mentre tra il 2006 e il 2011 è stata fidanzata col calciatore Christian Vieri. Nel novembre 2011 ha iniziato una relazione con il calciatore Kevin-Prince Boateng: il 15 aprile 2014, a Düsseldorf, è nato il loro primo figlio, Maddox Prince Boateng. La coppia si è sposata il 25 giugno 2016 a Porto Cervo e si è separata nel gennaio 2019, per poi divorziare nel dicembre 2020. Dal mese di gennaio 2023 a febbraio 2024 ha avuto una relazione con il tennista Matteo Berrettini. Successivamente si lega sentimentalmente con l'imprenditore bresciano Carlo Gussalli Beretta.

## Programmi televisivi
- Mio fratello è pakistano (Canale 5, 2005) Valletta
- Striscia la notizia (Canale 5, 2005-2008) Velina
- TRL On Tour (MTV, 2007)
- White Party Fashion TV (Fashion TV, 2007)
- Primo e ultimo (Italia 1, 2008) Co-conduttrice
- Controcampo (Rete 4, 2009-2010) Co-conduttrice
- Scandalo al sole (Sky Italia, 2010)
- Lasciami cantare! (Rai 1, 2011) Concorrente
- Insideout - Pazzi per la scienza (Rai 2, 2011)
- Kalispéra! (Canale 5, 2011) Valletta
- Punto su di te! (Rai 1, 2012) Concorrente
- Calzedonia Summer Show (Italia 1, 2013, 2015-2016) Modella
- Tiki Taka - Il calcio è il nostro gioco (Italia 1, 2013-2018) Co-conduttrice
- Il padre della sposa (La5, 2017-2018)
- Quelli che il calcio (Rai 2, 2018-2021) Opinionista
- Sky Calcio Club (Sky Sport, 2021-2022) Co-conduttrice
- Goal Deejay (Sky Sport, 2021-2023)
- Missione beauty (Rai 2, 2021)
- Alessandro Borghese - Celebrity Chef (TV8, 2022) Concorrente
- Tennis Deejay (Sky Sport Tennis, 2022-2023)
- GialappaShow (TV8, 2023) Co-conduttrice
- Ryder Cup: cerimonia d’apertura (Rai 2, 2023)
- Globe Soccer Awards Europe (Sky Sport, DAZN, beIN Sports, 2024)
- Red Carpet - Vip al tappeto (Prime Video, 2025) VIP

## Filmografia

### Cinema
- Vita Smeralda, regia di Jerry Calà (2006)
- Bastardi, regia di Andres Arce Maldonado (2008)
- Moda mia, regia di Marco Pollini (2016)

### Televisione
- Il giudice Mastrangelo – serie TV, 4 episodi (2006)
- Amici @ Letto – sitcom (2012-2013)

### Videoclip
- In The Town - Gabry Ponte e Sergio Sylvestre (2017)

## Teatro
- A casa di David (2012)[36]

## Opere
- Melissa Satta, M come Melissa, Milano, Mondadori Electa, 2018, ISBN 9788891819314.

## Campagne pubblicitarie
- Miss Muretto (2003) (finalista)
- Avon Mark (2017-2018) (testimonial)
- Bata (2016-2017)
- Buccia di Mela A/I (2013-2015) (testimonial)[37]
- Bugie by Coccoli (2015)
- Changit (2017)
- Cotonella (2004) (campagna stampa)
- Calendario compagnia delle indie (2006) - (modella)
- Dondup (2011) (testimonial)
- Intimissimi/Calzedonia (2011) - (ambasciatrice)
- Nike (azienda) (2011) (testimonial)
- Peugeot 207 Sweet Years (2011)[38] (testimonial)
- Freddy (2012) (testimonial)
- Nicole Spose (2012-2013) (testimonial)
- Only Sport (2006-2007) (testimonial)
- Peugeot 107 Sweet Years (2009-2010) (testimonial)
- Rosso Porpora (2014-2019)
- Patrizia Pepe A/I (2015)
- Sarah Chole A/I (2016)
- Segue (2007) (testimonial)
- Sports Illustrated Swimsuit Issue (2010) (modella)
- Stroili (2017)
- Sweet Years (2005) (testimonial)
- Tim (2005)
- Two Play (2014) (testimonial)
- Wella (2008) (campagna stampa mercato USA)
- Bitpanda (2024-2025) (testimonial)

### Copertine
- Vanity Fair (2008, 2011, 2012)
- Panorama (2009) (cover girl)
- Maxim (2010) (cover girl, testimonial)
- Maxim Portogallo (2013) (cover girl)
- Grazia (2015, 2019, 2020)